# Ancara
De Ancara vormen een vlindergeslacht in de onderfamilie Acronictinae uit de familie van de Noctuidae of nachtuiltjes.

## Soorten
- Ancara anaemica Hampson, 1908
- Ancara conformis Warren, 1911
- Ancara consimilis Warren, 1913
- Ancara griseola Bethune-Baker, 1906
- Ancara kebea Bethune-Baker, 1906
- Ancara obliterans Walker, 1858
- Ancara plaesiosema Turner, 1943
- Ancara replicans Walker, 1858
- Ancara rubriviridis Warren, 1911
- Ancara thoracica Moore